# Historia Żydów w Chile
Historia Żydów w Chile. Pierwszymi Żydami, którzy dotarli na terytorium obecnego Chile byli hiszpańscy conversos biorący udział w podboju kraju przez konkwistadorów m.in. Diego Garcia de Caceres, który stał się przodkiem wielu prominentnych rodzin chilijskich (wśród jego potomków byli m.in. José Miguel Carrera i Diego Portales). W okresie panowania kolonialnego Hiszpanii otwarte praktykowanie judaizmu było zakazane, natomiast conversos czyniący to po kryjomu byli celem prześladowań (np. w 1639 roku wykonano wyrok śmierci na kierowniku szpitala świętego Jana Bożego w Santiago Francisco Maldonado de Silva za potajemne praktykowanie judaizmu). Osoby pochodzenia żydowskiego były zaangażowane w walki o Niepodległość Chile (m.in. wspomniany już José Miguel Carrera oraz Juan Albano Peyreyra – bliski współpracownik Bernardo O’Higginsa). Do 1865 roku praktykowanie jakiejkolwiek religii innej niż katolicyzm było zakazane przez konstytucję, co wykluczało osadnictwo religijnych żydów w kraju. Po wprowadzeniu wolności religijnej w Chile zaczęli się osiedlać Aszkenazyjczycy z Argentyny i Sefardyjczycy z Monastiru w obecnej Macedonii. Wprowadzony w okresie prezydentury Arturo Allesandriego Palmy wyraźny rozdział pomiędzy Kościołem a państwem otworzył nie-katolikom (a więc również żydom) dostęp do najwyższych urzędów państwowych. Pierwszym Żydem zatrudnionym w służbie dyplomatycznej Chile był Martin Levison Bloch; Daniel Schweizer Speisky był z kolei ambasadorem przy Lidze Narodów i członkiem Rady Bezpieczeństwa. Jego brat Miguel był ministrem sprawiedliwości. Po I wojnie światowej Chile stało się azylem dla Żydów uciekających z Europy przed rewolucją bolszewicką w Rosji oraz rosnącymi nastrojami antysemickimi w innych krajach. Żydzi nie spotykali się w Chile z większymi przejawami dyskryminacji czy uprzedzeń, natomiast włączali się w życie kraju. W 1919 odbył się Kongres Chilijskich Żydów, mający na celu centralizację społeczności żydowskiej kraju. Podczas kongresu powołano Federację Syjonistyczną Chile której kongresy odbywały się co roku. W 1920 roku aszkenazyjska społeczność Santiago zjednoczyła się, tworząc Circulo Israelita (Krąg Izraelicki), będący główną czynną organizacją żydowską kraju. Wraz ze wzrostem liczebności i znaczenia społeczności żydowskiej w chilijskim społeczeństwie zaczęły pojawiać się nastroje antysemickie. Zwalczane były one jednak przez specjalny komitet.
Bezpośrednio po wybuchu II wojny światowej przyjęto 879 uchodźców żydowskich z Europy, pod warunkiem, że osiedlą się w południowej części kraju cechującej się surowym klimatem. Kolejna fala Żydów przybyła do Chile po klęsce rewolucji węgierskiej w 1956 roku. W 1956 roku utworzono Wydział Studiów Żydowskich Uniwersytetu w Santiago. Wielu Żydów pełniło funkcje ministerialne w gabinecie Salwadora Allende Gossensa, z drugiej strony jednak wielu żydowskich przedsiębiorców i przedstawicieli inteligencji musiało opuścić coraz bardziej niestabilny politycznie i gospodarczo kraj. W czasie przewrotu 11 września 1973 roku bombardowaniem pałacu La Moneda dowodził José Berdichevsky Scher – z pochodzenia rosyjski Żyd. Wielu Żydów, którzy opuścili kraj w okresie rządów Salwadora Allende Gossensa, wróciło po objęciu władzy w Chile przez wojskową juntę kierowaną przez Augusto Pinocheta. W gabinecie Pinocheta zasiadało wielu Żydów; byli oni też wśród funkcjonariuszy DINA i innych organów aparatu represji. Pinochet zdobył poparcie społeczności żydowskiej kraju swym poparciem dla państwa Izrael. Żydzi byli też wśród działaczy opozycji (Tomás Hirsch). Żydzi pozostają aktywni szczególnie w dziedzinie muzyki i nauki, ale też np. sportu.
W kraju działają dwie szkoły żydowskie: Instytut Hebrajski w Santiago (1700 uczniów) i Kolegium Majmonidesa (150 uczniów). W 2004 roku otwarto koszerną restaurację w Santiago, gdzie istnieje też muzeum poświęcone kulturze i historii Sefardyjczyków.